# Острицька сільська територіальна громада
Острицька сільська громада — територіальна громада України, в Чернівецькому районі Чернівецької області. До реформи 2020 року була у складі ліквідованого Герцаївського району  Адміністративний центр — село Остриця.
Площа громади — 78,24 км², населення — 11 563 мешканці (2018).
Утворена 14 серпня 2017 року шляхом об'єднання Годинівської, Горбівської, Острицької та Цуренської сільських рад Герцаївського району.

Цікавим фактом є те, що багато людей, переважно місних, для позначки села Остриця (Острицька сільска громада) і досі вживають: "Остриця з Герцаївського району", не дивлячись на те, що такої адмінистративно-теріторіальної одиниці більше не існує. 
Серед місних це робиться задле того, щоб відрізняти Село Остриця (Острицька сільска громада) від села Остриця (Магальська сільска громада), яке розташоване зовсім поруч, але на другому березі річки Прут, тобто на лівому, але відноситься до зовсім другої громади.  
До адміністративно-територіальної реформи, село (Остриця Магальскої сільскої громади), навіть входило до складу зовсім другого району, тобто до Новоселицького

## Населені пункти
До складу громади входять 10 сіл: Банчени, Велика Буда, Годинівка, Горбова, Луковиця, Мала Буда, Маморниця, Маморниця Вама, Остриця та Цурень.